# Anubis vittatus
Anubis vittatus är en skalbaggsart som beskrevs av Schmidt 1922. Anubis vittatus ingår i släktet Anubis och familjen långhorningar. Inga underarter finns listade i Catalogue of Life.